# Kaye Stevens
Kaye Stevens (ur. 31 lipca 1932 w Pittsburghu, zm. 28 grudnia 2011) – amerykańska aktorka i piosenkarka. Za rolę pielęgniarki Didi Loomis w filmie The Interns została nominowana do nagrody Złotego Globu.

## Filmografia
Seriale TV
- 1965: Dni naszego życia jako Jeri Clayton
- 1977: CHiPs jako Kobieta w budce telefonicznej
- 1988: Superboy jako Matka
- 1989: B.L. Stryker

Filmy
- 1962: The Interns jako Pielęgniarka Didi Loomis
- 1983: Szczęki 3 jako Pani Kellender
- 1992: Miss America: Behind the Crown jako Monica